# Oštrelj (Bor)
Pour les articles homonymes, voir Oštrelj.
Oštrelj (en serbe cyrillique : Оштрељ) est un village de Serbie situé dans la municipalité de Bor, district de Bor. Au recensement de 2011, il comptait 583 habitants.

## Démographie
| 1948 | 1953 | 1961 | 1971 | 1981 | 1991 | 2002 | 2011 |
| ---- | ---- | ---- | ---- | ---- | ---- | ---- | ---- |
| 848  | 845  | 912  | 911  | 887  | 798  | 654  | 583  |

|  |